# Geraldo José
Geraldo José da Silva, mais conhecido como Geraldo José (Recife, 6 de março de 1936 — Sorocaba, 21 de abril de 2013), foi um futebolista brasileiro que atuava como atacante.

## Carreira
O jogador atuou por clubes de futebol de quatro estados brasileiros: Pernambuco (Náutico, Sport e América), Paraíba (Campinense), São Paulo (Palmeiras, Corinthians, Ponte Preta e São Bento) e Rio de Janeiro (Flamengo). Destacam-se suas passagens pelo Náutico e Palmeiras, e, curiosamente, pelos seus clubes rivais não obteve tanto êxito (Sport e Corinthians, respectivamente).
Pela seleção brasileira, o jogador foi convocado por Gentil Cardoso para atuar no Campeonato Sul-Americano de 1959 (Copa América, da época). A seleção foi composta pela Seleção de Pernambuco. A competição foi a segunda edição do campeonato sul-americano de 1959.

## Títulos
Flamengo
- Campeonato Carioca: 1963

Palmeiras
- Troféu Jornal dos Sports: 1961
- Torneio Cidade de Manizales: 1962
- Torneio Quadrangular de Lima: 1962
- Revista Placar - Fita Azul do Futebol Nacional: 1962

## Morte
Morreu em 21 de abril de 2013, na cidade de Sorocaba, onde havia fixado residência e integrava um projeto social no bairro Barcelona que reunia crianças aos sábados para aulas de futebol. O seu corpo foi enterrado no Cemitério da Saudade, em Sorocaba.